# Serica rufoguttata
Serica rufoguttata är en skalbaggsart som beskrevs av Leon Fairmaire 1901. Serica rufoguttata ingår i släktet Serica och familjen Melolonthidae.
Artens utbredningsområde är Madagaskar. Inga underarter finns listade i Catalogue of Life.